# ミンククジラ
ミンククジラ（Balaenoptera acutorostrata）は、ナガスクジラ科ナガスクジラ属に属するヒゲクジラの一種である。

## 名称

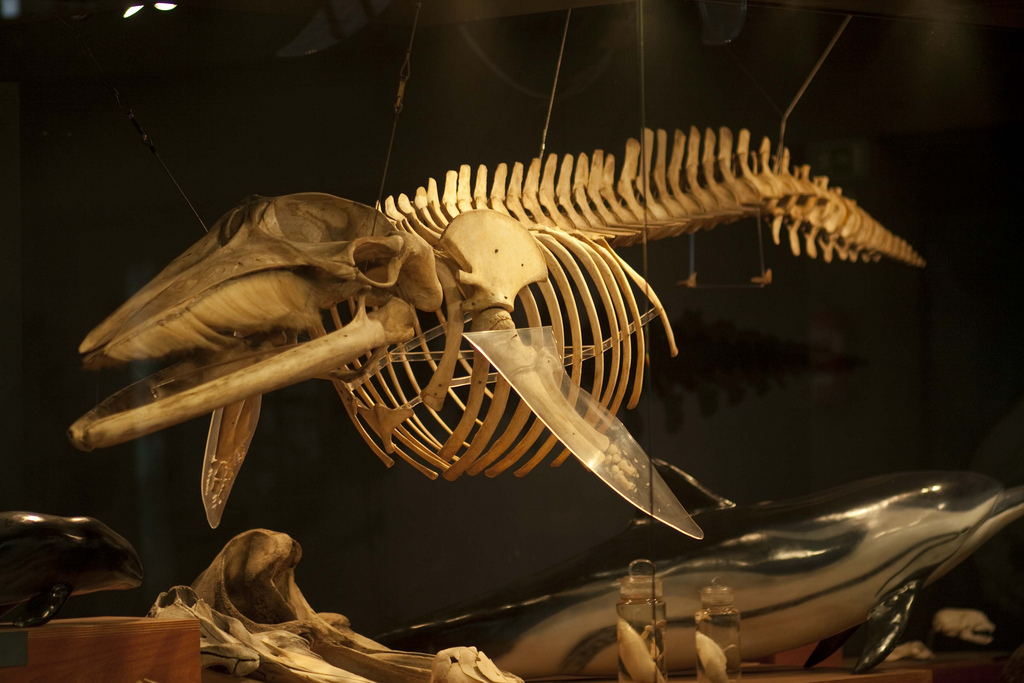
骨格

陸上動物のミンクとの関連は無く、名前の由来は19世紀にこの鯨種をシロナガスクジラと誤認したマインケ（Meincke）というノルウェー人の鯨取りの名が訛ったものではないかとされており、マインケが誤認を他の鯨取りから冗談交じりに揶揄されたことによる命名だと思われる。
なお、英語の「minke whale」は「ミンキー・ホエール」と発音する。
和名については、イワシクジラにちなんだ「コイワシクジラ（小鰯鯨）」とも呼ばれる場合があるが、イワシクジラと特に近縁という訳ではなく、日本語でも「ミンククジラ」の方が現在では多用されている。日本列島において本種を「種」として認識してきたのは和人よりもアイヌであるとされ、本種に該当する可能性があるアイヌ語の呼称が噴火湾の一帯などに複数存在していた。

## 分類
本種はかつてはクロミンククジラと単一の種「Balaenoptera acutorostrata」とされたうえで、生息する海域によって北半球のオホーツク海‐西太平洋系群などに分けられていた。
現在ではこれらは別種とされ、既存学名を引き継いだ北半球の「B. acutorostrata」は英名では「Common Minke Whale」とされる。
また、北半球の「B. acutorostrata」については、「キタタイセイヨウミンククジラ」と「キタタイヘイヨウミンククジラ」の2亜種に分けられることがある。
さらに、南半球に確認された矮小型の「ドワーフミンククジラ」を加えた3亜種とされることもある。
|              | クロミンククジラ |
|              | |
| ミンククジラ | \| \| ドワーフミンククジラ \| \| \| \| \| \| キタタイヘイヨウクジラ \| \| \| \| \| \| キタタイセイヨウクジラ \| \| \| \| |
|              | \| \| ドワーフミンククジラ \| \| \| \| \| \| キタタイヘイヨウクジラ \| \| \| \| \| \| キタタイセイヨウクジラ \| \| \| \| |
|              | ドワーフミンククジラ |
|              | |
|              | キタタイヘイヨウクジラ                                                                                                   |
|              | |
|              | キタタイセイヨウクジラ                                                                                                   |
|              | |

|  | ドワーフミンククジラ   |
|  |                        |
|  | キタタイヘイヨウクジラ |
|  |                        |
|  | キタタイセイヨウクジラ |
|  |                        |

|              | クロミンククジラ |
|              | |
| ミンククジラ | \| \| ドワーフミンククジラ \| \| \| \| \| \| キタタイヘイヨウクジラ \| \| \| \| \| \| キタタイセイヨウクジラ \| \| \| \| |
|              | \| \| ドワーフミンククジラ \| \| \| \| \| \| キタタイヘイヨウクジラ \| \| \| \| \| \| キタタイセイヨウクジラ \| \| \| \| |
|              | ドワーフミンククジラ |
|              | |
|              | キタタイヘイヨウクジラ                                                                                                   |
|              | |
|              | キタタイセイヨウクジラ                                                                                                   |
|              | |

|  | ドワーフミンククジラ   |
|  |                        |
|  | キタタイヘイヨウクジラ |
|  |                        |
|  | キタタイセイヨウクジラ |
|  |                        |

- ミンククジラ
- ドワーフミンククジラ（グレートバリアリーフ）
- クロミンククジラ

## 分布

主だった分布（これら以外の海域や淡水域にも到達することもある）

ミンククジラは他のヒゲクジラ同様、高緯度海域の摂食域と低緯度海域の繁殖域の間での長距離の回遊を行うが、一部の個体は北極海付近や富山湾や黄海など、餌が豊富な海域に通年滞在する可能性がある。また、例外的に南極海で越冬するミンククジラもいるが、これがどの亜種かは不明である。
分布も広く、沿岸部や浅瀬にもよく見られ、瀬戸内海やバルト海の様な陸地に囲まれた海域に入る事も散見され、中には黒海やモントリオールに到達した事例もそれぞれ複数存在する。しかし、本種もドワーフミンククジラもクロミンククジラも、決して全ての沿岸域に普遍的に見られるわけではなく、たとえば地中海に入ることは少なく、北半球と南半球共に温帯や亜熱帯や熱帯の沿岸域で普遍的に確認される地域は上記のグレートバリアリーフの様に限定的であるなど、回遊自体が少ない海域も数多い。概して、比較的に観察が多いのは、極海から亜寒帯にかけての比較的に寒い海域や温帯の一部である。
- ミンククジラの分布
- ドワーフミンククジラの分布
- クロミンククジラの分布

## 形態

ヒトと比較した大きさ

ミンククジラは、現生のヒゲクジラ亜目の中ではコセミクジラに次いで2番目に小さい鯨種である。
成獣ではオスで平均体長6.9メートル、メスで7.4メートル、報告された最大の数字はそれぞれ10.7メートルと9.8メートルである。成獣の体重は平均して7トンから8トンの範囲となり、最大で9.2トンに達する。誕生時の体長は2から2.8メートルとされる。
例えばセミクジラ属やザトウクジラの様に外見的な要素で個体差が大きいわけではないために個体識別はより困難であるが、明るい日光の下で鮮明に撮影された際には背部の色の違いが明瞭になる事が判明し、調査用の個体識別に利用されている。
ミンククジラ2種は、1960年代の南極海での試験操業で確認されるまでは同一の種とみなされており、極端な違いはみられない。(ナミ)ミンククジラの手鰭には白い模様があるが、クロミンククジラの手鰭に模様はなく、それが顕著な外観の違いとされる。遺伝子レベルで(ナミ)ミンククジラに近いとされるドワーフミンククジラは、外見でも手鰭に白い模様がみられる。
なお、ダルマザメと分布が重複する海域の個体にはダルマザメによる噛跡が体表に見られる場合がある。

## 生態

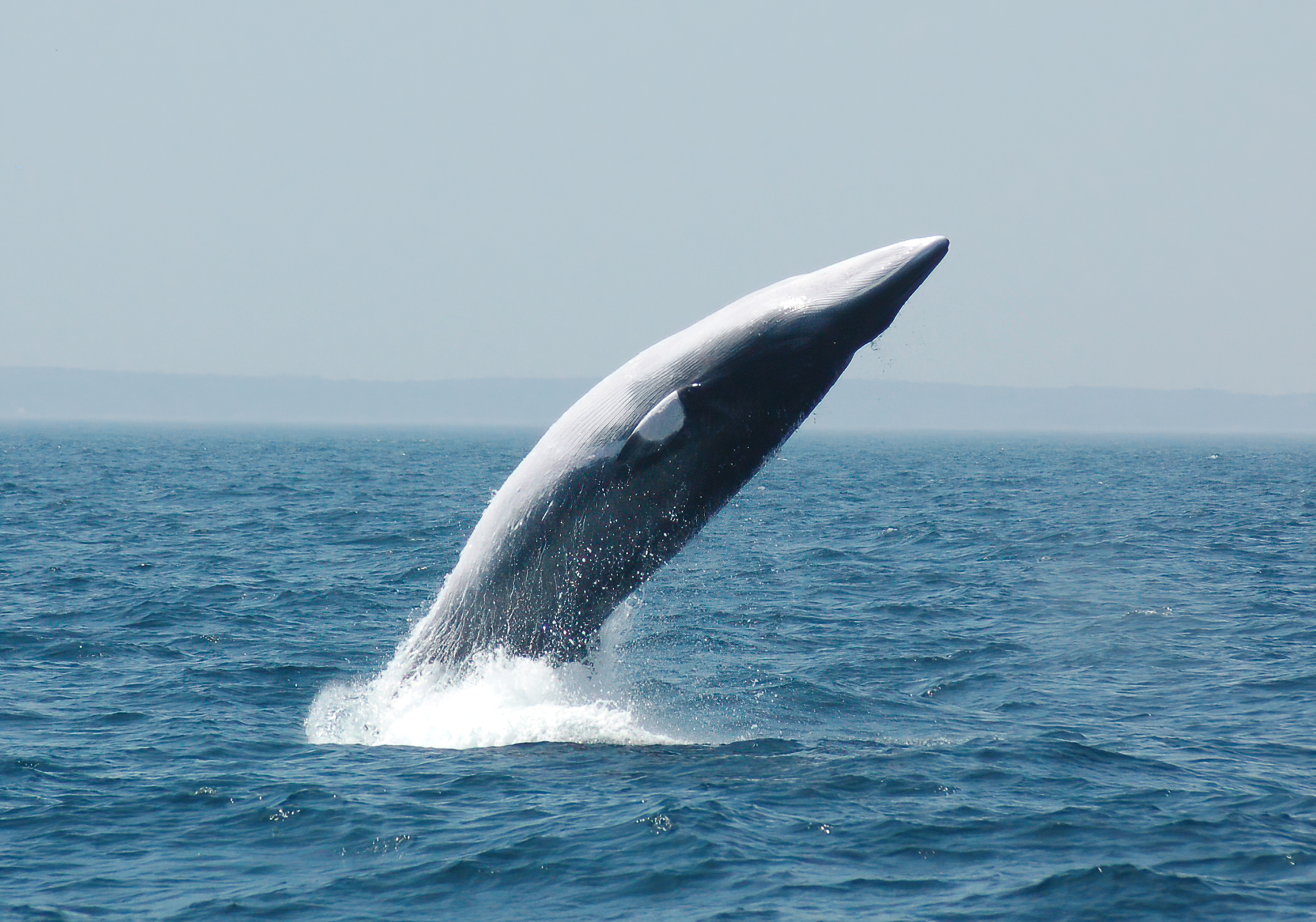
ブリーチング（ステルワーゲンバンク国立海洋保護区）

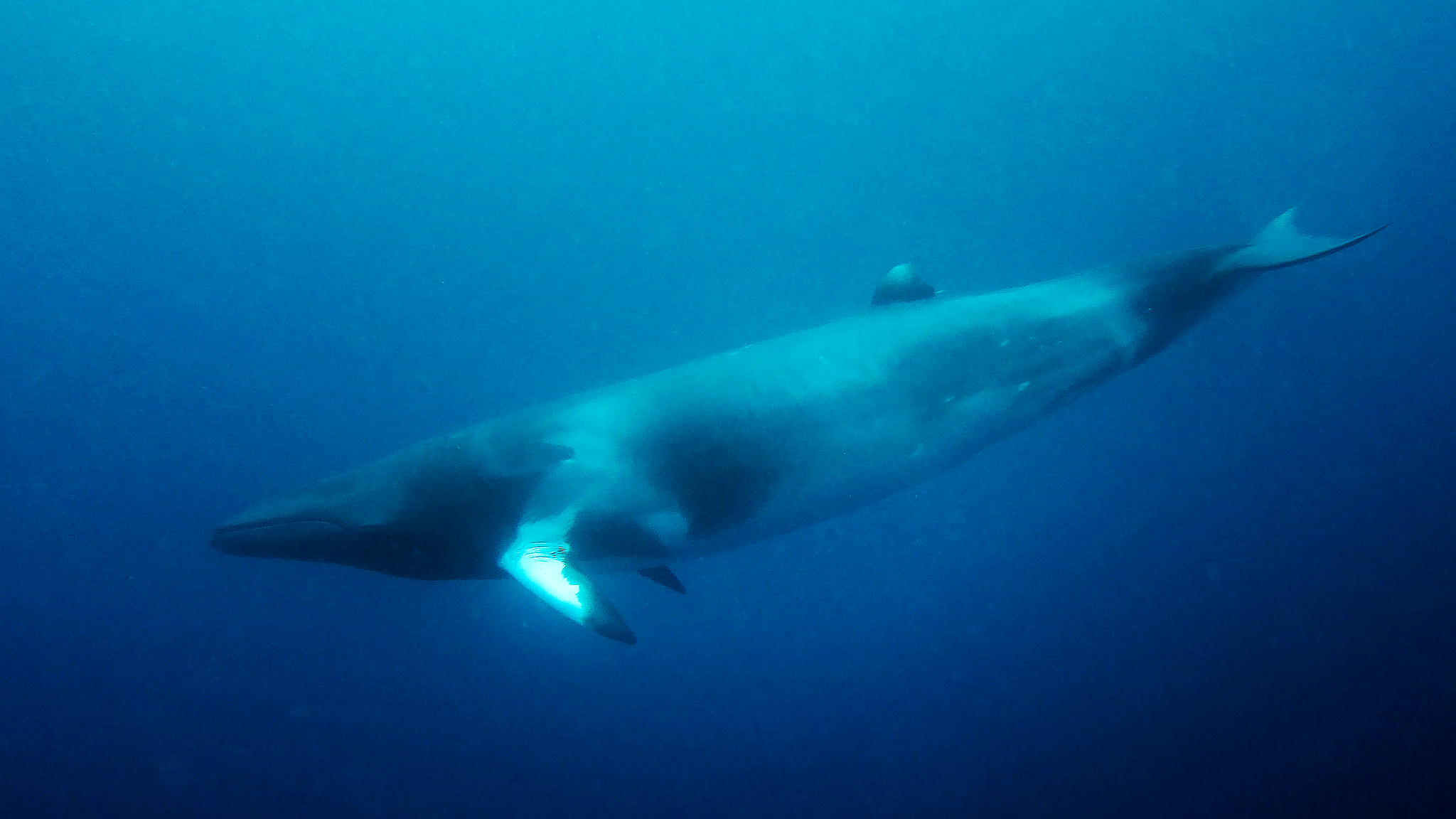
水中のドワーフミンククジラ（グレートバリアリーフ）

体は小さいが遊泳速度は現生のヒゲクジラ類でもかなり速い部類であり、時速30km/hに達することもある。頻度は多くないが、ブリーチング・ヘッドスラップ（ジャンプ）やスパイホッピングなどの海面行動（英語版）を行い、ナガスクジラ科においてこれらの行動を行う頻度はニタリクジラやカツオクジラと共に、ザトウクジラに次いで多い。ただし、テイルスラッピングやペックスラッピングなどの行動は行わず、潜水時に尾びれを持ち上げる（フルークアップ）事もない。
体が小さくて派手な行動を見せる事も少ないが、沿岸でもよく見られ、好奇心が強く、（捕鯨による影響を受けていない場合は）人間や船舶に近づき、人間を観察しようとする事も少なくないため、ホエールウォッチングの対象とされる事も多く、例えばオーストラリアのグレートバリアリーフでは、ドワーフミンククジラと共に遊泳するツアーが人気である。グレートバリアリーフの他にもセントローレンス湾やアイスランド周辺では人懐っこい個体も比較的に多いとされているが、アイスランド周辺ではホエールウォッチング船に接近する人懐っこさを利用した捕殺が行われたり、捕鯨船によってクジラが海域から追い払われたり、ホエールウォッチングの最中に観光客の眼前で捕鯨が行われるなどの軋轢が生じてきた。
通常は単独生活、または一時的に2から3頭ほどの小さな群れ（ポッド）を形成するが、時にはこれよりも大きなグループが見られる事もある。妊娠期間は10か月程度であり、生後5か月ほどは哺乳によって成長する。日本海や東シナ海などに分布する絶滅危惧の「J-Stock」は、夏に繁殖・出産をするという極めて特異な性質を持つとされている。
自然界における平均的な寿命は50-60年程度と考えられている。
群集性の小魚を主な餌とするが、コダラやツノザメなどのより大きな魚種を捕食することもある。個体ごとに採餌に応じた回遊経路などが存在し、採餌のために毎年同じ地域や海域に出現する事も判明している。
発声に関しては、本種を含むザトウクジラ以外のナガスクジラ科は100ヘルツ以下の音域で鳴くが、これはその他のヒゲクジラ類の1500ヘルツ以上という音域と明確に異なる。本種側（「flight species」）はその他（「fight species」）と対照的に、シャチに襲撃された際に戦って抵抗するのではなく逃走する傾向が強く、両グループの発声音域の差異もシャチへの対策の違いとして生まれた可能性がある。また、少なくともミンククジラ、ザトウクジラ、イワシクジラは無呼吸下での発声が可能とされている。

## 天敵
主な天敵は（海獣食性の）シャチ、大型のサメ、人間であるが、ザトウクジラがミンククジラをシャチから救助した事例も存在する。また、ミンククジラもナガスクジラやイワシクジラや魚食性のシャチなどの他の鯨種と行動を共にする事例も見られる。

## 生息数

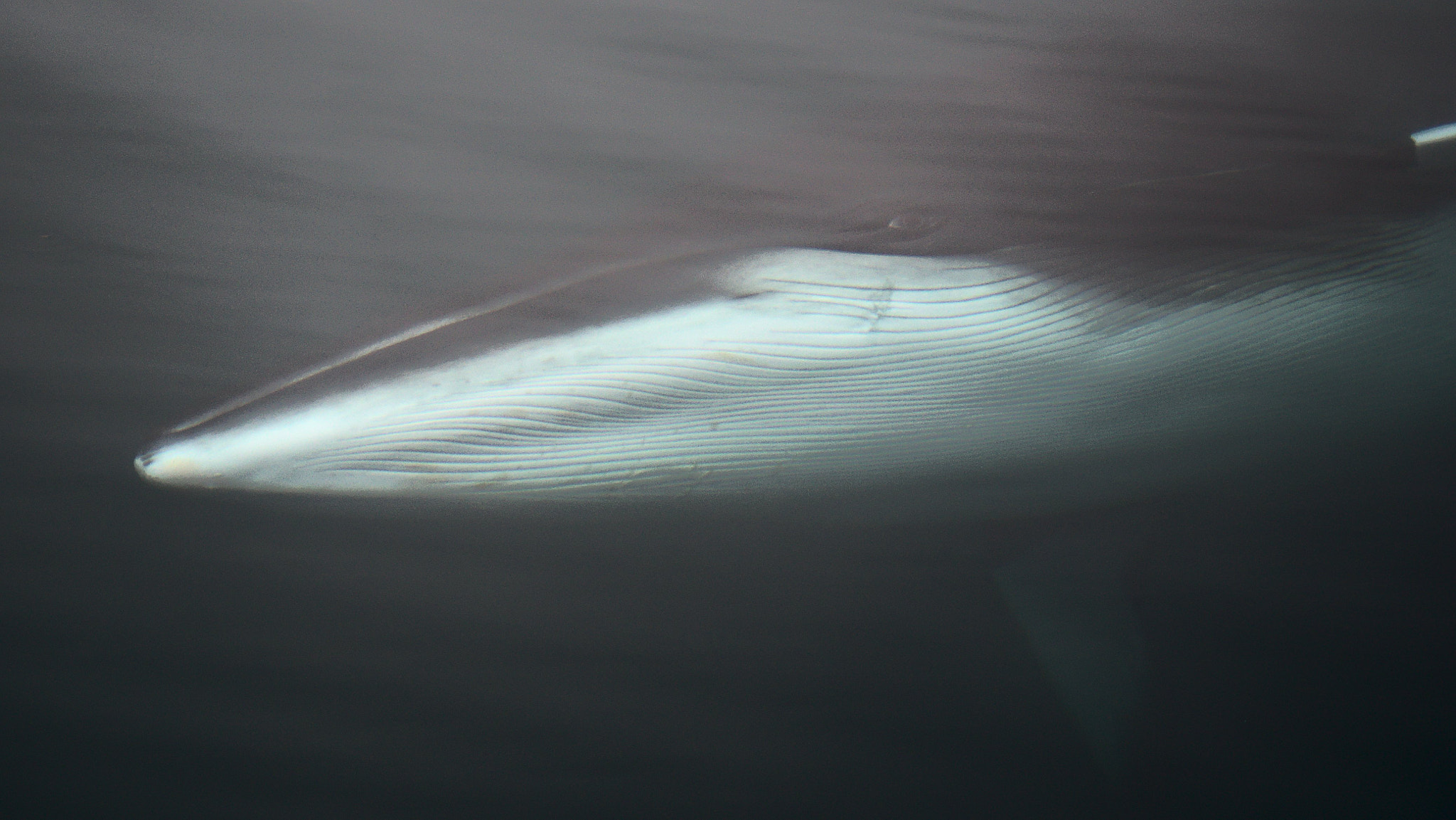
ホエールウォッチング中の人間を観察する個体（スピッツベルゲン島）

ミンククジラの生息数は、国際捕鯨委員会（IWC）によると、南半球における1985-90年の調査でクロミンククジラは72万頭程度 とされていたが、1992年-2003年の調査では51.5万頭程度まで減少している。
北西太平洋とオホーツク海では1989-90年の調査で2.5万頭程度、北大西洋中部及び北東部については、2002年から2007年の調査によると8.1万頭程度と推定されている。IWCのHitter・Fitterプログラムにより北西太平洋のミンククジラの資源量は比較的高位状況にあり近年増加傾向にあると分析されている。ただし、IWCによる北西太平洋とオホーツク海の生息数推定については、日本の研究機関は過少な推定値と主張している。
しかし一方で、日本哺乳類学会は生存数が1,500頭前後と推測される、日本海・黄海・渤海・東シナ海などに分布する「J-stock」の保護を提言しており、国際自然保護連合もJ-stockの商業捕鯨に重大な懸念を示している。
アイスランドは主要な捕鯨継続国の一つであるにもかかわらず、2007年に同国の海洋研究所はミンククジラが「2001年以降に激減した」という調査結果を発表した。グリーンランド西方海域については、2007年の調査では1.7万頭と推定されている。

## 人間との関係

### 捕獲と保護
日本列島において、古来からの鯨類と人間の関係は決して捕鯨に限定されていたわけではなく、クジラを神聖視して捕鯨を禁止する風潮も強かったとされている。
本種およびクロミンククジラも「ボン条約」の保護対象種に指定されているが、クロミンククジラは近年まで日本による「調査捕鯨」の対象になっており、北半球のミンククジラは現在もいくつかの国々による商業捕鯨の対象となっている。
小松正之が2001年に「（本種やクロミンククジラは）海のゴキブリである」という旨の発言をしたことにより、本種をはじめとする鯨類による「害獣論」を支持する風潮が見られる様になるなど捕鯨論争が拡大した。しかし、この「鯨食害論」の理論的正当性については国内外から様々な批判を受けており、2009年6月の国際捕鯨委員会の年次会合にて、当時の日本政府代表代理（森下丈二水産庁参事官）が鯨類による漁業被害（害獣論）を撤回している。また、捕鯨を中心とした人間の活動によって大型鯨類の個体数が激減したことが海洋生態系の生産力に悪影響を与えた可能性も指摘されている。捕鯨問題#益獣論も参照。
日本では主に戦後以降に獲られ、1985年の商業捕鯨モラトリアム以降では、ノルウェーによる商業捕鯨と日本による調査捕鯨、グリーンランド先住民による生存捕鯨の3形態を中心に捕獲が行われている。IWCの統計によると、2007年には、ノルウェーが商業捕鯨として北大西洋で597頭、日本が調査捕鯨として759頭、アイスランドが北大西洋で商業捕鯨6頭 と調査捕鯨39頭、デンマーク領グリーンランドの先住民が169頭（うち西部167頭・東部2頭）を捕獲した。
2019年7月の日本の商業捕鯨再開に際し、水産庁が設定したミンククジラの年間捕獲枠は171頭となっており、引き続き捕獲対象となる。しかし、上記の通り、「J-Stock」が捕獲される可能性が重大な懸念要素として挙げられており、これまでも数多くの「J-Stock」由来の個体が捕獲されてきた可能性がある。この他にも、アイヌ民族の一部が提唱してきた生存捕鯨の実現も、日本が2018年に国際捕鯨委員会を脱退したことで難しくなった可能性も指摘されているが、アイヌ自体は考古学上の観点から積極的な捕鯨を行ってこなかった可能性もある。
アイスランドでは、鯨肉の需要自体の減少、捕鯨業者の減少、アニマルライツの観点やホエールウォッチングの需要の増加などから、捕鯨自体の撤廃も討議されてきた。2024年12月、独立党から捕鯨反対の立場を示す野党・社会民主同盟へと政権交代が行われるのに際して、ビャルニ・ベネディクッツォンが退陣直前に急遽ミンクククジラとナガスクジラの2029年までの捕獲枠を発行し、動物愛護団体などが（ベネディクッツォンの決定権の有無の観点も含め）この捕獲許可の中止のための署名運動を開始したなど物議を醸している。
ドワーフミンククジラは日本の調査捕鯨の研究調査により、亜種に分類され、以後捕獲対象から外されている。
日本と韓国は、定置網で偶然に混獲されたミンククジラの食用などへの利用も許可しており、日本では年間100頭ほどが水揚げされている。しかし、日本でも韓国でも、「混獲」という状況を利用して意図的に捕獲する疑似的な捕鯨が横行する懸念が指摘されてきた。上記の「J-Stock」も混獲の犠牲になる可能性が高い。2010年代から韓国政府は本種を対象とした密猟の積極的な摘発を開始し、2021年には鯨類福祉の向上政策の一環としてミンククジラを法的に保護して混獲も含めた肉の流通の禁止を宣言したが、蔚山広域市の長生浦の食品業界の関係者など一部の住民が抗議をしている。
アラスカでは本種とザトウクジラが、原住民による「生存捕鯨」によって無許可で捕獲されていたことも判明している。
なお、ミンククジラに限らず鯨類は概して高次捕食者であるために環境汚染に由来する汚染物質が体内に蓄積されやすく、地球温暖化などによる生息環境の悪化による生態への影響も懸念されている。北太平洋のミンククジラにも、20%のオスの精巣に異常が発生している可能性があるとされており、また汚染物質の影響から一部の皮質が食料に不適切であるために流通されていない。

### ホエールウォッチング
上記の通り、生息数が多い地域ではホエールウォッチングの対象とされる事も少なくなく、オーストラリアのグレートバリアリーフはミンククジラ（ドワーフ種）と共に遊泳する事ができる唯一の海域として知られている。日本列島では、主に北海道の各地とくに知床半島や網走や室蘭（噴火湾）で商業的なホエールウォッチングの対象になっており、それら以外でもほぼ全域の沿岸に出現するが、北海道以外の場所ではツアー中に偶発的に観察される場合があるものの主立ったホエールウォッチングの対象にはなっておらず、たとえば津軽海峡を利用する個体の一部がカマイルカのウォッチングで知られる陸奥湾にて観察されたり、本州以南のウォッチングツアー中に偶発的に目撃される程度である。
なお、日本やアイスランドの様な捕鯨国では、商業捕鯨によってウォッチング業に支障が出る可能性もあり、すでに室蘭（噴火湾）や陸奥湾や網走でのツアー中の目撃や捕獲自体も顕著に減少しており、目撃の減少は知床半島のウォッチング業でも発生している。アイスランドでは、上記の通りにホエールウォッチングの需要やアニマルライツの観点の向上などから捕鯨の撤廃への動きも見られるが、ツアーの眼前で捕鯨が行われたり、捕鯨によってクジラが海域から追い払われたり、ホエールウォッチング船に近づく人懐っこさを利用した捕鯨が行われるなどの諸問題が発生し、観光業者などからの多数の苦情がアイスランド政府に寄せられたために政府は沿岸域をホエールウォッチング用に、遠洋域を捕鯨用に指定したが、それ以降も沿岸域や隣接する海域で捕鯨が行われてきた。
- 帆船を観察する個体（イギリス）
- セントローレンス川でのホエールウォッチング（タドゥサック）
- アゾレス諸島にて
- ホエールウォッチングのツアーにて、腹部を見せて泳ぐ個体（オーシャンサイド）
- ボートに接近する個体（アンスト島）

### 飼育
ミンククジラとコククジラとライスクジラ（英語版）は、ヒゲクジラ類で飼育記録が存在する稀有な種類であり、ミンククジラの場合は、同程度の大きさの鯨種であるシャチの飼育に使われるような、大型の飼育施設が必要となる。
過去には日本の伊豆・三津シーパラダイスにおいて、1938年、1954年5月、1955年11月に飼育した実績があり、1955年の例では37日間の飼育の後に逃亡されている。伊豆・三津シーパラダイスは1982年にも、保護個体を短期間飼育している。
現在は、ミンククジラを飼育している施設は存在しないが、和歌山県太地町にて『森浦湾くじらの海』という本種をふくむ飼育展示プロジェクトが企画されたこともある。